# Unione Sportiva Pontedera 1988-1989
Questa voce raccoglie le informazioni riguardanti l'Unione Sportiva Pontedera nelle competizioni ufficiali della stagione 1988-1989.

## Rosa
| N. |                   | Ruolo | Calciatore           |
| -- | ----------------- | ----- | -------------------- |
|    | Italia (bandiera) | A     | Andrea Bagnoli       |
|    | Italia (bandiera) | D     | Alessandro Benedetti |
|    | Italia (bandiera) | D     | Moreno Benevelli     |
|    | Italia (bandiera) | P     | Leonardo Biondi      |
|    | Italia (bandiera) | C     | Daniele Biselli      |
|    | Italia (bandiera) | D     | Fabio Brucini        |
|    | Italia (bandiera) | A     | Alessandro Caponi    |
|    | Italia (bandiera) | C     | Riccardo Cini        |
|    | Italia (bandiera) | A     | Alberto Daini        |
|    | Italia (bandiera) | C     | Mauro De Angelis     |

| N. |                   | Ruolo | Calciatore          |
| -- | ----------------- | ----- | ------------------- |
|    | Italia (bandiera) | D     | Amedeo De Fanti     |
|    | Italia (bandiera) | C     | Alessandro Galli    |
|    | Italia (bandiera) | C     | Luca Gemmi          |
|    | Italia (bandiera) | C     | Giancarlo Marchetti |
|    | Italia (bandiera) | A     | Massimo Parlanti    |
|    | Italia (bandiera) | A     | Andrea Petroni      |
|    | Italia (bandiera) | D     | Vincenzo Russo      |
|    | Italia (bandiera) | C     | Luca Terzani        |
|    | Italia (bandiera) | C     | Toni Tramonti       |